# 프란츠루트비히 솅크 그라프 폰 슈타우펜베르크
프란츠루트비히 구스타프 솅크 그라프 폰 슈타우펜베르크(독일어: Franz-Ludwig Gustav Schenk Graf von Stauffenberg, 1938년 5월 4일 ~ )는 CSU 출신의 독일 변호사이자 정치인이다. 그는 1976년부터 1987년까지 연방의회 의원이었고 1984년부터 1992년까지 유럽의회 의원이었다. 그는 제2차 세계 대전 대령이자 저항 지도자인 클라우스 폰 슈타우펜베르크의 아들이다.